# 前163年
| 千纪： | 前1千纪 |
| 世纪： | 前3世纪 \| 前2世纪 \| 前1世纪                                                                                         |
| 年代： | 前190年代 \| 前180年代 \| 前170年代 \| 前160年代 \| 前150年代 \| 前140年代 \| 前130年代                               |
| 年份： | 前168年 \| 前167年 \| 前166年 \| 前165年 \| 前164年 \| 前163年 \| 前162年 \| 前161年 \| 前160年 \| 前159年 \| 前158年 |
| 纪年： | 西汉汉文帝后元元年 |

## 大事记
- 托勒密厄斯建立科馬基尼王國。
- 米底王国發生動蕩，提馬克斯不服安條克五世以及其攝政呂西阿斯的統治

## 出生
- 提比略·格拉古

## 逝世
- 新垣平
- 孝惠張皇后